# Hidroenergetică
Hidroenergetica este o ramură a energeticii care se ocupă cu valorificarea potențialului energetic al resurselor de apă prin amenajări hidromecanice sau centrale hidroelectrice.